# Lohgraben (Wilder Graben)
Der Lohgraben ist ein rechter Zufluss des Wilden Grabens im Gebiet der kreisfreien Stadt Weimar in Thüringen. Ein zwischen der Humboldtstraße und der Berkaer Straße befindliches Areal nennt sich Am Loh. Er und der linke Zufluss, ein weiterer namenloser Bach, der von der Gelmerodaer Alte Chaussee herkommt, treffen sich hinter dem Tierheim und vereinigen sich zum Wilden Bach, der wiederum als Schützengaben in den Park an der Ilm in die Ilm mündet.
Der Lohgraben hat seine Quelle in Gelmeroda zwischen Berkaer Straße und Possendorfer Weg. Woher der Lohgraben genau seinen Namen hat, ist unklar und vor allem, was er ursprünglich bedeutete. Es gibt hierfür verschiedene ähnliche Bezeichnungen. In den Deutsch-Slawischen Forschungen zur Namenskunde gibt es hierzu einen Eintrag.